# 몬테 레오네
몬테 레오네(이탈리아어: Monte Leone)는 레폰틴 알프스에서 가장 높은 산으로 스위스와 이탈리아의 국경에 위치하고 있다. 산은 심플론 고개에서 동쪽으로 몇 킬로미터 떨어진 레폰틴 알프스의 가장 서쪽에 있다.

## 어원
이태리어로 ‘레오네’는 ‘사자’라는 뜻으로, 산의 이름은 남벽의 모습에서 따왔다고 한다. 이름의 다른 기원은 Munt d'l'Aiun일 수 있으며, 이는 현지 방언으로 에은(Aiun)의 산을 의미한다. 아이오네(Aione)는 인근 마을이며, 레오네 산은 마을 사람들이 전통적으로 소유한 초원과 가깝다.

## 지리
SOIUSA(알프스 산맥의 국제 표준화 산 구분)에서 이 산은  레폰틴 알프스의 북서 레폰틴 알프스라고 불리는 하위 분류에 속한다.